# Mollie O'Callaghan
Mollie Grace O'Callaghan (South Brisbane, 2 de abril de 2004) es una deportista australiana que compite en natación, especialista en el estilo libre.
Participó en dos Juegos Olímpicos de Verano, obteniendo en total ocho medallas, dos en Tokio 2020, oro en 4 × 100 m estilos y bronce en 4 × 200 m libre, y cinco en París 2024, oro en 200 m libre, 4 × 100 m libre y 4 × 200 m libre, plata en 4 × 100 m estilos y bronce en 4 × 100 m estilos mixto.
Ganó diecisiete medallas en el Campeonato Mundial de Natación entre los años 2022 y 2025, y seis medallas en el Campeonato Mundial de Natación en Piscina Corta de 2022.
En 2022 fue condecorada con la Medalla de la Orden de Australia (OAM). En julio de 2023 estableció una nueva plusmarca mundial de los 200 m libre (1:52,85).

## Palmarés internacional
| Juegos Olímpicos                    | Juegos Olímpicos      | Juegos Olímpicos  | Juegos Olímpicos        |
| Año                                 | Lugar                 | Medalla           | Prueba                  |
| ----------------------------------- | --------------------- | ----------------- | ----------------------- |
| 2020                                | Tokio (Japón)         | Medalla de oro    | 4 × 100 m estilos       |
| 2020                                | Tokio (Japón)         | Medalla de bronce | 4 × 200 m libre         |
| 2024                                | París (Francia)       | Medalla de oro    | 100 m libre             |
| 2024                                | París (Francia)       | Medalla de oro    | 200 m libre             |
| 2024                                | París (Francia)       | Medalla de oro    | 4 × 100 m libre         |
| 2024                                | París (Francia)       | Medalla de oro    | 4 × 200 m libre         |
| 2024                                | París (Francia)       | Medalla de plata  | 4 × 100 m estilos       |
| 2024                                | París (Francia)       | Medalla de bronce | 4 × 100 m estilos mixto |
| Campeonato Mundial                  |                       |                   |                         |
| Año                                 | Lugar                 | Medalla           | Prueba                  |
| 2022                                | Budapest (Hungría)    | Medalla de oro    | 100 m libre             |
| 2022                                | Budapest (Hungría)    | Medalla de oro    | 4 × 100 m libre         |
| 2022                                | Budapest (Hungría)    | Medalla de oro    | 4 × 100 m libre mixto   |
| 2022                                | Budapest (Hungría)    | Medalla de plata  | 200 m libre             |
| 2022                                | Budapest (Hungría)    | Medalla de plata  | 4 × 200 m libre         |
| 2022                                | Budapest (Hungría)    | Medalla de plata  | 4 × 100 m estilos       |
| 2023                                | Fukuoka (Japón)       | Medalla de oro    | 100 m libre             |
| 2023                                | Fukuoka (Japón)       | Medalla de oro    | 200 m libre             |
| 2023                                | Fukuoka (Japón)       | Medalla de oro    | 4 × 100 m libre         |
| 2023                                | Fukuoka (Japón)       | Medalla de oro    | 4 × 200 m libre         |
| 2023                                | Fukuoka (Japón)       | Medalla de oro    | 4 × 100 m libre mixto   |
| 2023                                | Fukuoka (Japón)       | Medalla de plata  | 4 × 100 m estilos       |
| 2025                                | Singapur (Singapur)   | Medalla de oro    | 200 m libre             |
| 2025                                | Singapur (Singapur)   | Medalla de oro    | 4 × 100 m libre         |
| 2025                                | Singapur (Singapur)   | Medalla de oro    | 4 × 200 m libre         |
| 2025                                | Singapur (Singapur)   | Medalla de plata  | 100 m libre             |
| 2025                                | Singapur (Singapur)   | Medalla de plata  | 4 × 100 m estilos       |
| Campeonato Mundial en Piscina Corta |                       |                   |                         |
| Año                                 | Lugar                 | Medalla           | Prueba                  |
| 2022                                | Melbourne (Australia) | Medalla de oro    | 4 × 100 m libre         |
| 2022                                | Melbourne (Australia) | Medalla de oro    | 4 × 200 m libre         |
| 2022                                | Melbourne (Australia) | Medalla de oro    | 4 × 50 m estilos        |
| 2022                                | Melbourne (Australia) | Medalla de plata  | 100 m espalda           |
| 2022                                | Melbourne (Australia) | Medalla de plata  | 4 × 50 m libre          |
| 2022                                | Melbourne (Australia) | Medalla de bronce | 50 m espalda            |

1. 1 2  Compitió en la serie preliminar.